# (4252) Godwin
(4252) Godwin est un astéroïde de la ceinture principale.

## Description
(4252) Godwin est un astéroïde de la ceinture principale. Il fut découvert le 11 septembre 1985 à La Silla par Henri Debehogne. Il présente une orbite caractérisée par un demi-grand axe de 2,65 UA, une excentricité de 0,14 et une inclinaison de 13,5° par rapport à l'écliptique.

## Compléments